# Skulik łąkowiec
Skulik łąkowiec (Scymnus frontalis) – gatunek owada z rodziny biedronkowatych z rzędu chrząszczy.

## Ekologia
Spotykany przeważnie w środowiskach kserotermicznych, zwłaszcza na południowych, trawiastych zboczach, na nasypach kolejowych oraz skarpach dróg, rowów i rzek, niekiedy również na łąkach, polach uprawnych i w ogrodach. Bywa poławiany przeważnie na roślinach zielnych, a wiosną i jesienią także na krzewach i drzewach liściastych i iglastych. Zimuje w ściółce pod roślinami, pod suchymi opadłymi liśćmi, wśród korzeni i suchych traw oraz pod mchem.

## Występowanie
Gatunek eurosyberyjski, w Europie rozprzestrzeniony od krajów śródziemnomorskich aż do południowych części Anglii i Norwegii, środkowych prowincji Szwecji i Finlandii oraz do Karelii, wykazywany również z Kaukazu i Azji Mniejszej. W Polsce, choć nie jest jeszcze znany ze wszystkich krain, występuje prawdopodobnie na całym obszarze kraju.